# Maja Ivarsson
Maja Ivarsson (ur. 2 października 1979 w Kristianstad) – szwedzka piosenkarka oraz autorka tekstów, liderka grupy The Sounds. Gra też na gitarze elektrycznej od 14. roku życia.
Jako dziecko chciała zostać strażakiem, jednak w wieku 14 lat zaczęła śpiewać w chórze kościelnym i zdecydowała się na śpiew. W 1994 r. dostała propozycję śpiewania w zespole We like the feetsmell swojego przyjaciela Johana Ekmana. Po trzech latach, w 1997, nazwa zespołu została zmieniona na The Sounds. Wraz z zespołem Cobra Starship, Williamem Beckettem (The Academy Is...) i Travisem McCoyem (Gym Class Heroes) nagrała piosenkę Snakes on a Plane (Bring It), która została wykorzystana na soundtracku do filmu o tym samym tytule.
Ivarsson jest znana ze swojego charakterystycznego, ochrypłego głosu. Jest biseksualistką. Pod koniec 2005 roku zaczęła terapię odwykową z uzależnienia od narkotyków, którą ukończyła z dobrym rezultatem.